# Steven M. Goodman
Steven Michael Goodman (* 3. August 1957 in Detroit, Michigan) ist ein US-amerikanischer Biologe vom Field Museum of Natural History in Chicago. Sein Forschungsschwerpunkt ist die rezente und ausgestorbene Fauna Madagaskars.

## Leben
Von 1973 bis 1975 war Goodman Absolvent der Interlochen Arts Academy High School. 1984 graduierte er an der University of Michigan zum Bachelor of Science. Im Jahr 2000 promovierte er an der Universität Hamburg zum Ph.D. 2005 erlangte er an der Universität Paris-Süd in Orsay die Habilitation à diriger des recherches (H.D.R.). Zwischen 1981 und 1989 betrieb er zoologische und botanische Forschungen in Ägypten, dem Irak und Pakistan. Seit 1989 arbeitet er als Feldbiologe für das Field Museum of Natural History.
1991 machte er im Auftrag von Conservation International seine erste Exkursion nach Madagaskar zur Erforschung kleiner Säugetiere im Zahamena Reserve. Im selben Jahr folgte eine Expedition in die Usambara-Berge nach Tansania. 1992 sowie 1993 und 1994 wirkte er an Trainingsprogrammen zwischen dem Field Museum of Natural History und dem Service des Paléontologie an der Université d’Antananarivo mit. Zwischen 1993 und 1995 studierte er die Biogeographie kleiner Säugetiere in den östlichen Eastern Arc Mountains in Tansania. Weiter arbeitete er während seiner Forschungsarbeit auf Madagaskar mit Conservation International, dem WWF, der National Geographic Society, dem American Museum of Natural History und der Université d’Antananarivo zusammen. Zu Beginn der 1990er-Jahre gründete und leitete Goodman in Zusammenarbeit mit dem WWF-Madagaskar das Ecological Training Programm (ETP), welches madagassische Biologen betreut, trainiert und sie auf dringende Umweltschutzprobleme vorbereitet; ein Modell, das in den ökologisch gefährdeten Regionen Afrikas und in der ganzen Welt kopiert wird. 2003 veröffentlichte er in Zusammenarbeit mit Jonathan P. Benstead und Harald Schütz sein bekanntestes Werk The Natural History of Madagascar, das die umfangreichste Abhandlung über die Flora und Fauna Madagaskars seit dem späten 19. Jahrhundert darstellt. 2005 wurde Goodman mit einem MacArthur Fellowship ausgezeichnet.
Goodman beschrieb mehrere rezente und ausgestorbene Tierarten Madagaskars, darunter den Rotschultervanga (Calicalicus rufocarpalis), den Madagaskarsänger (Cryptosylvicola randrianasoloi), Microgale gymnorhyncha, Microgale monticola, Microgale nasoloi, den Berthe-Mausmaki (Microcebus berthae), den Sambirano-Mausmaki (Microcebus sambiranensis), den Nördlichen Mausmaki (Microcebus tavaratra), Eliurus antsingy, Eliurus grandidieri, die Madagaskar-Bergmaus (Monticolomys koopmani), den Nördlichen Voalavo (Voalavo gymnocaudus), Coua berthae, den Madagaskar-Kronenadler (Stephanoaetus mahery), den Madagaskar-Kiebitz (Vanellus madagascariensis) und die Ampoza-Erdracke (Brachypteracias langrandi).

## Dedikationsnamen
2005 wurde Goodman im Artepitheton des Goodman-Mausmaki (Microcebus lehilahytsara) geehrt, welches die Wörter „gut“ und „Mann“ in Malagasy ergibt. 2007 erhielt eine fossile madagassische Fledermausart aus dem Pleistozän den Namen Triaenops goodmani.

## Werke (Auswahl)
- 1989: The Birds of Egypt
- 1997: Natural Change and Human Impact in Madagascar
- 2003: The Natural History of Madagascar.
- 2012: The Ethnobotany of Southern Balochistan, Pakistan: With Particular Reference to Medicinal Plants
- 2014: Atlas of Selected Land Vertebrates of Madagascar
- 2014: Extinct Madagascar: Picturing the Island’s Past. University of Chicago Press. (mit William L. Jungers und Velizar Simeonovski, auch auf Französisch unter dem Titel Les Animaux et Ecosystemes de l’Holocene Disparus de Madagascar)
- 2017: Kapitel Family Nesomyidae (Pouched Rats, Climbing Mice and Fat Mice) In Handbook of the Mammals of the World. Volume 7. Rodents II, Lynx Edicions, Barcelona. (mit Ara Monadjem)
- 2022: The New Natural History of Madagascar